# سانتا کریستینا د لنا
سانتا کریستینا دِ لنا (اسپانیایی: Santa Cristina de Lena) یک کلیسای کاتولیک رومی آستوریایی پیش از رومانسک در شهرداری لنا، حدود ۲۵ کیلومتری جنوب اویدو، اسپانیا است که در جاده ای رومی قدیمی که به سرزمین‌های فلات با آستوریاس می‌پیوندد، واقع شده است.

## نگارخانه

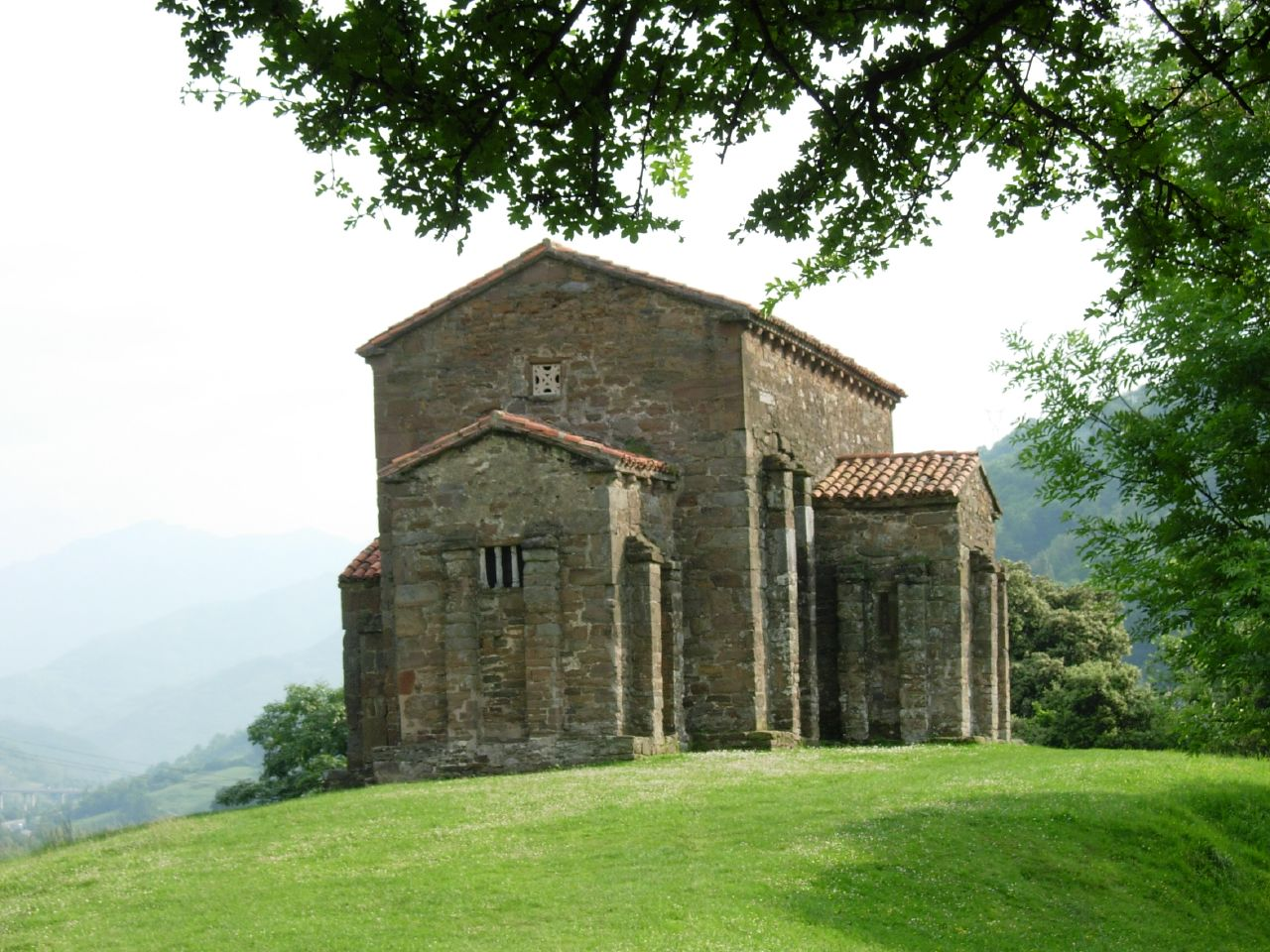
نمای از بیرون
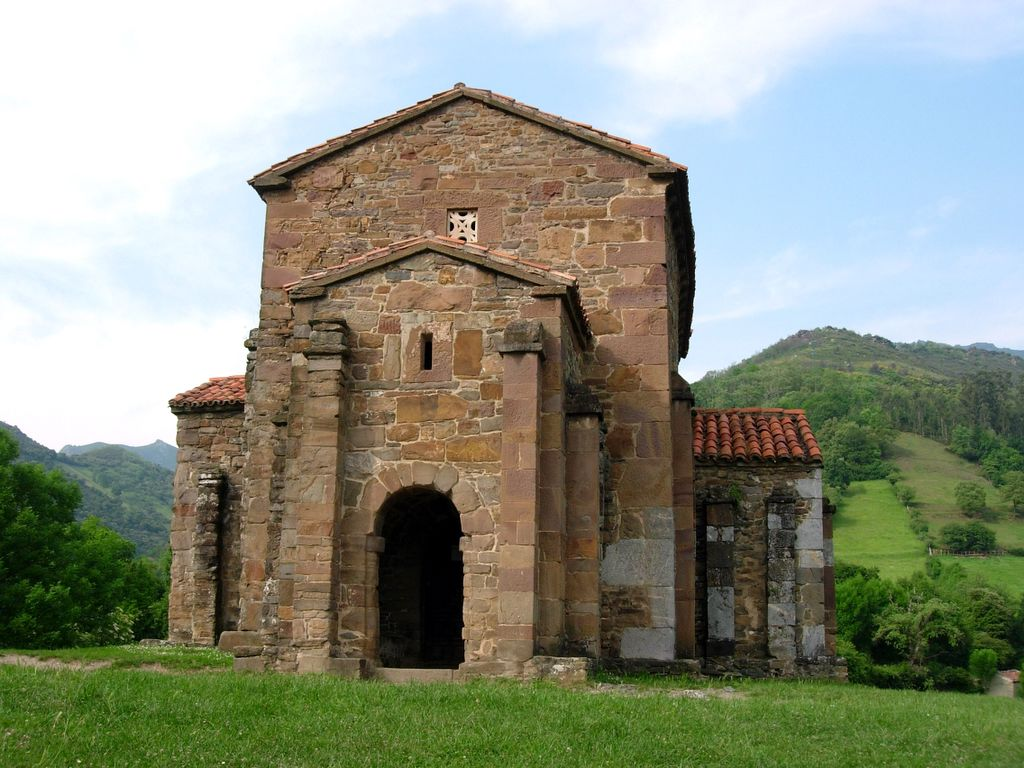
نمای از بیرون
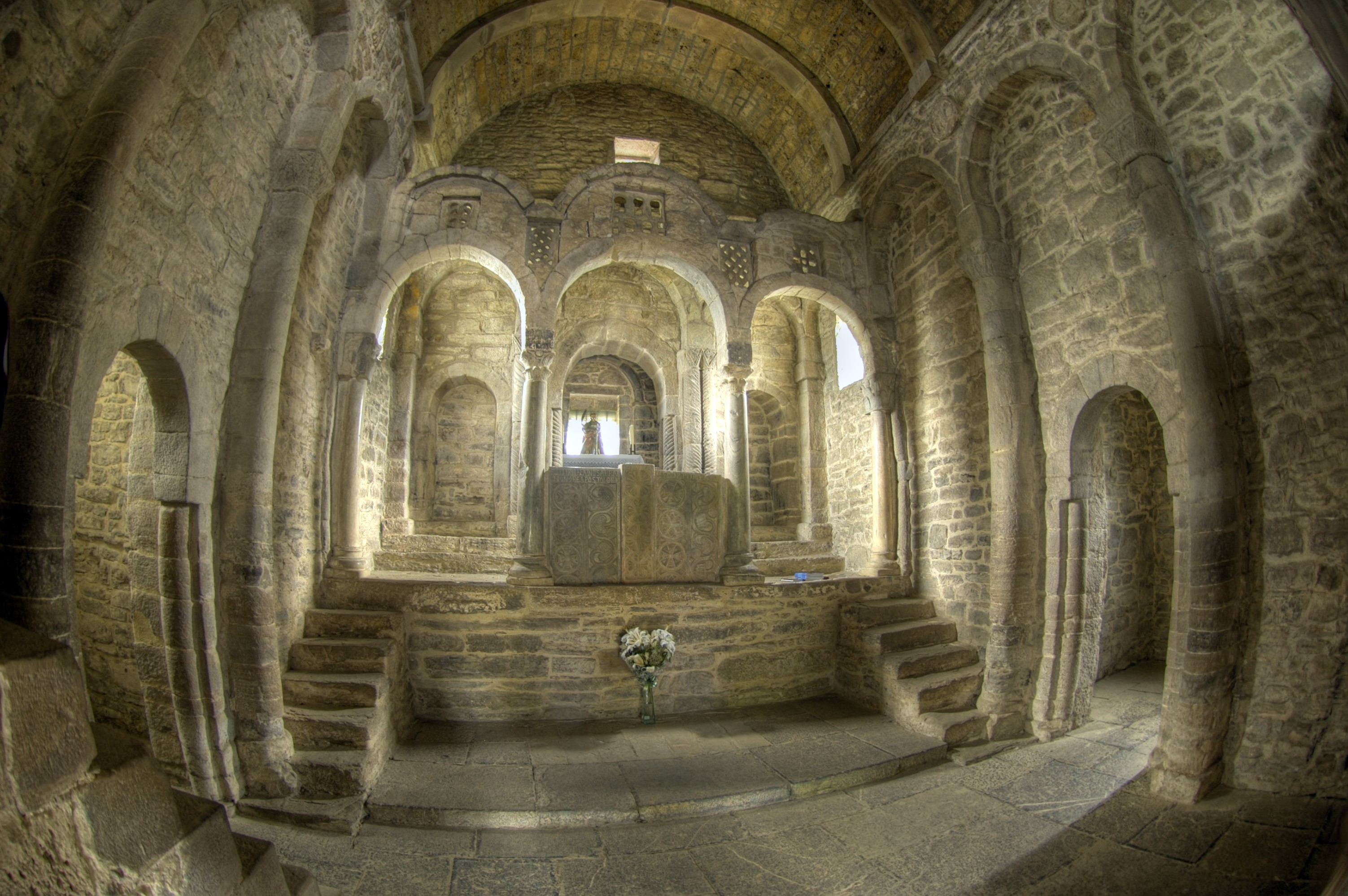
شبستان و نمازخانه
نقشه طبقه کلیسا